# Công viên Cảnh quan Narew
Công viên cảnh quan Narew (Công viên Narwiański Krajobrazowy) là một công viên cảnh quan Ba Lan được chỉ định là khu vực được bảo vệ trong Podlaskie Voivodeship ở phía đông bắc Ba Lan.

## Địa lý
Công viên Cảnh quan bảo vệ diện tích 73,50 kilômét vuông (28,38 dặm vuông Anh). Nó được thành lập vào năm 1985 và là Khu vực bảo vệ đặc biệt của Natura 2000 EU.
Nó cung cấp một vùng đệm cho Công viên quốc gia Narew.